# Секеричи (Светлогорский район)
Секеричи (бел. Сякерычы) — деревня в Николаевском сельсовете Светлогорского района Гомельской области Беларуси.

## География

### Расположение
В 57 км на северо-запад от Светлогорска, 54 км от железнодорожной станции Светлогорск-на-Березине (на линии Жлобин — Калинковичи), 167 км от Гомеля.

### Гидрография
На севере сеть мелиоративных каналов.

## Транспортная сеть
Транспортные связи по просёлочной, затем автомобильной дороге Паричи — Озаричи. Планировка состоит из прямолинейной широтной улицы, к которой с юга присоединяется переулок. Застройка двусторонняя, деревянная, усадебного типа.

## История
Согласно письменным источникам известна с XVI века как селение в Речицком повете Минского воеводства Великого княжества Литовского, великокняжеская собственность. Согласно инвентаря Бобруйского староства 1639 года 60 валок земли, 30 из них пустовали.
После 2-го раздела Речи Посполитой (1793 год) в составе Российской империи. В 1879 году обозначена в числе селений Чернинского церковного прихода. Согласно переписи 1897 года действовал хлебозапасный магазин, в Чернинской волости Бобруйского уезда Минской губернии.
В 1910 году открыта школа, которая размещалась в наёмном крестьянском доме, а в начале 1920-х годов для неё было выделено национализированное здание. В 1930 году организован колхоз «1 Мая», работала кухня. Во время Великой Отечественной войны в июне 1944 года оккупанты сожгли 76 дворов и убили 10 жителей. Освобождена 24 июня 1944 года, в первый день наступления 1-го Белорусского фронта во время операции «Багратион».

## Население

### Численность
- 2004 год — 49 хозяйств, 86 жителей

### Динамика
- 1897 год — 80 дворов, 541 житель (согласно переписи)
- 1959 год — 393 жителя (согласно переписи)
- 2004 год — 49 хозяйств, 86 жителей